# Llangefni
Llangefni (pron.: /ɬanˈgɛvni/; 4.600 ab. ca.) è una cittadina dell'isola gallese di Anglesey (Galles nord-occidentale), capoluogo della contea omonima, situata lungo il corso delfiume Cefni (da cui il nome). È il centro amministrativo e la "capitale" dell'isola.

## Geografia fisica

### Collocazione
Llangefni si trova a circa 15 km a nord-ovest di Bangor, a circa 17 km ad ovest di Beaumaris e a circa 25 km a sud-ovest di Holyhead.

## Società

### Evoluzione demografica
Al censimento del 2001, la cittadina contava una popolazione di 4.662 abitanti.

## Edifici e luoghi d'interesse
- Chiesa di San Cyngar[6]
- Chiesa di San Giuseppe